# David Moss
David Jerard Moss (Chicago, 9 settembre 1983) è un cestista e allenatore di pallacanestro statunitense, di ruolo ala piccola, professionista nella Serie C con la Cxo Ospitaletto e vice-allenatore del Brescia.

## Carriera

### L’inizio della carriera
Dopo i quattro anni trascorsi presso l'Indiana State University vive la sua prima esperienza professionistica nella stagione 2006-2007 in Polonia con l'ingaggio da parte del Polpak Świecie nel campionato polacco, ma a stagione in corso venne "tagliato".
Nel 2007 è di scena nel campionato di Legadue (seconda serie italiana) accasandosi all'Aurora Jesi, squadra in cui si mette in luce mettendo a referto 17,2 punti e 6,4 rimbalzi di media a gara. L'estate seguente quando coach Andrea Capobianco si trasferisce da Jesi al Teramo Basket sceglie di portarsi dietro anche Moss, che fa il suo debutto in Serie A.

### Siena e Milano
La Montepaschi Siena mette gli occhi su di lui e nell'estate 2009 Moss firma un contratto triennale ma il primo anno gioca in prestito alla Virtus Bologna dove produce 12,9 punti e 6,1 rimbalzi a partita. Per lui si prospettava un secondo anno in prestito, ma i problemi alla schiena di Malik Hairston indussero la dirigenza di Siena a mantenere David in rosa già dal precampionato. In seguito Moss si trasformerà in uno dei giocatori più incisivi della stagione. Pochi giorni prima dell'inizio del campionato viene accusato di violenza sessuale nei confronti di una hostess; verrà prosciolto nel giugno 2012, «perché il fatto non costituisce reato».
Dopo tre stagioni ed altrettanti scudetti nella squadra toscana, due dei quali verranno revocati dalla FIP (Federazione Italiana Pallacanestro), firma per due anni con l'Olimpia Milano, con la quale vince il quarto campionato di fila. L'anno dopo l'Olimpia Milano non riesce a ripetersi e il giocatore lascia Milano.

### Leonessa Brescia
Il 16 marzo 2016 firma un contratto fino al termine della stagione con il Basket Brescia Leonessa. L'esordio è avvenuto domenica 3 aprile in casa contro Recanati, facendo registrare 15 punti, 7 rimbalzi, 3 assist e 2 palle rubate. La sua prima doppia doppia con Brescia avviene il 10 aprile 2016 contro la Remer Treviglio con 10 punti e 12 rimbalzi. Dopo 20 partite di playoff conquista la promozione in A con Brescia.
Il 19 novembre 2016 complice la partenza di Alessandro Cittadini diventa ufficialmente il nuovo capitano della leonessa. Il 2 febbraio 2018 rinnova per altre due stagioni con la società lombarda.
La stagione 2017-2018 inizia con il botto con Brescia che vince 9 partite consecutive, si piazza seconda nella coppa Italia di Firenze perdendo contro Torino e termina la regular season terzo in classifica. Partecipa ai playoff, vince 3-0 contro Varese, si trova in semifinale l'Olimpia Milano. La serie si concluderà 3 a 1 per i meneghini.

### Allenatore
Dopo essersi ritirato nella stagione sportiva precedente, ad agosto 2023 debutta come assistente allenatore della Pallacanestro Brescia, a fianco di coach Alessandro Magro.

## Statistiche

### NCAA
| Anno      | Squadra            | PG  | PT  | MP   | TC%  | 3P%  | TL%  | RP  | AP  | PRP | SP  | PP   |
| --------- | ------------------ | --- | --- | ---- | ---- | ---- | ---- | --- | --- | --- | --- | ---- |
| 2002-2003 | Ind. St. Sycamores | 31  | 27  | 32,4 | 43,2 | 38,0 | 80,6 | 4,4 | 2,3 | 0,5 | 0,2 | 13,2 |
| 2003-2004 | Ind. St. Sycamores | 25  | 25  | 34,3 | 41,3 | 35,4 | 79,2 | 5,3 | 3,5 | 1,6 | 0,6 | 13,6 |
| 2004-2005 | Ind. St. Sycamores | 31  | 31  | 35,8 | 42,1 | 32,5 | 80,1 | 6,5 | 3,5 | 1,4 | 0,5 | 14,9 |
| 2005-2006 | Ind. St. Sycamores | 21  | 21  | 33,8 | 45,7 | 43,1 | 76,9 | 5,6 | 4,0 | 1,6 | 0,6 | 16,6 |
| Carriera  | Carriera           | 108 | 104 | 34,1 | 43,0 | 36,7 | 79,5 | 5,5 | 3,2 | 1,2 | 0,4 | 14,5 |

#### Massimi in carriera
- Massimo di punti: 32 vs Evansville (3 marzo 2003)[10]
- Massimo di rimbalzi: 14 vs Valparaiso (9 dicembre 2004)
- Massimo di assist: 9 vs Illinois State (19 gennaio 2005)
- Massimo di palle rubate: 5 vs Northern Iowa (9 gennaio 2005)
- Massimo di stoppate: 3 vs Valparaiso (9 dicembre 2004)
- Massimo di minuti giocati: 44 vs Valparaiso (9 dicembre 2004)

## Palmarès
- Campionato italiano: 2

Mens Sana Siena: 2010-2011
Olimpia Milano: 2013-2014
- Campionato italiano: 2 (revocato)

Mens Sana Siena: 2011-2012, 2012-2013
- Coppa Italia: 2

Mens Sana Siena: 2011
Brescia: 2023
- Coppa Italia: 2 (revocato)

Mens Sana Siena: 2012, 2013
- Supercoppa italiana: 2

Mens Sana Siena: 2010, 2011
- Coppa Italia di Legadue: 1

Aurora Jesi: 2008
- Campionato italiano dilettanti: 1

Basket Brescia Leonessa: 2015-2016